# Eusèbe Roberge
Pour l’article homonyme, voir Roberge.
Eusèbe Roberge (3 juin 1874-10 avril 1957) est un marchand et homme politique fédéral du Québec.

## Biographie
Né à Laurierville dans la région du Centre-du-Québec, il étudie au Collège de Lévis.
Élu député du Parti libéral du Canada dans la circonscription fédérale de Mégantic lors d'une élection partielle déclenchée après la démission du député Lucien Turcotte Pacaud en 1922, il est réélu en 1925, 1926, 1930 et dans Mégantic—Frontenac en 1935. Il ne se représente pas en 1940.